# Klosterneuburg
Klosterneuburg es una pequeña ciudad de Austria, en el Bundesland de Baja Austria.
Está situada junto al Danubio, inmediatamente al norte de Viena, de la que la separan las colinas de Kahlenberg y Leopoldsberg. A su vez, está separada de la ciudad gemela de Korneuburg, situada al otro lado del Danubio, desde que el río cambió de curso en la Edad Media. Debido a que se asienta en un territorio de múltiples colinas, la ciudad se divide en siete áreas: Klosterneuburg-Stadt, Höfflein an der Donau, Kierling (en cuyo sanatorio murió Franz Kafka), Kritzendorf, Weidling, Weidlingbach y Maria Gugging.

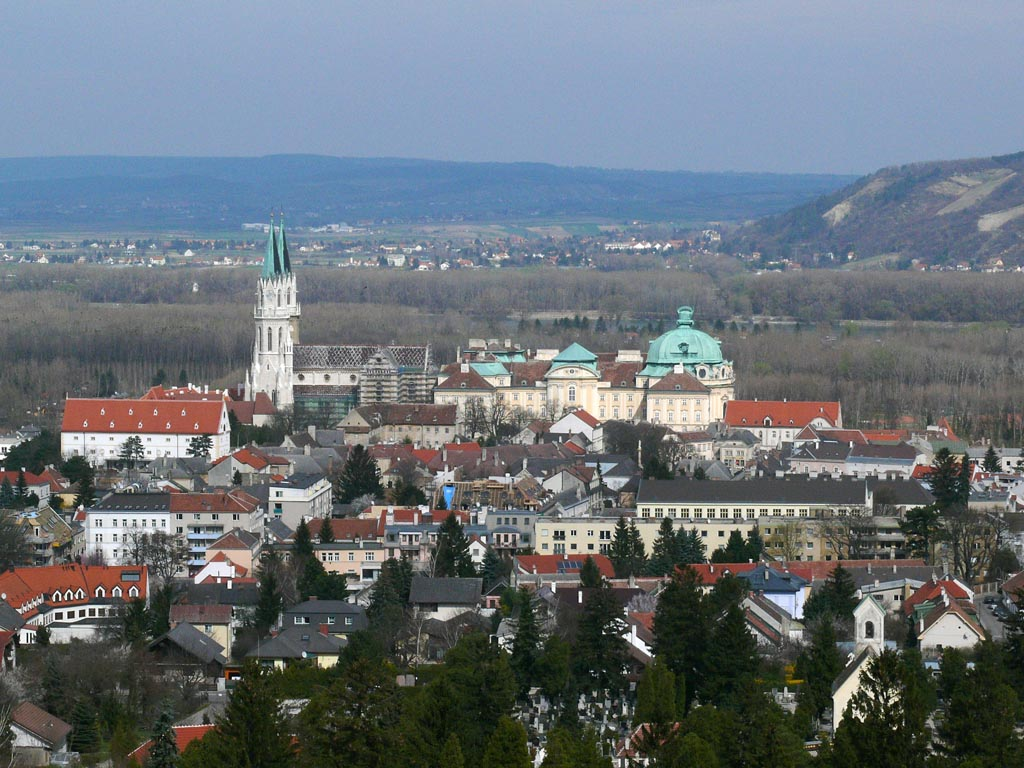
Vista de la ciudad con el monasterio al fondo

Como su propio nombre indica (Kloster = 'monasterio'), el desarrollo de la ciudad está ligado al famoso monasterio o abadía del mismo nombre, fundado en 1114 por el margrave Leopoldo III (no confundir con el posterior duque Leopoldo III de Austria), que trasladó allí su residencia y, por tanto, la capitalidad de la Marca de Austria. En 1156, cuando Austria fue elevada al rango de ducado independiente de Baviera, la capital se trasladó de Klosterneuburg a Viena. Klosterneuburg obtuvo su carta municipal en 1298.
De 1938 (con el Anschluss) a 1954 (con el final de la ocupación aliada), Klosterneuburg se vio reducido a constituir el 26º distrito de Viena. Aunque recobró su autonomía municipal en la última fecha indicada, en la práctica funciona como un suburbio residencial de la capital, aunque es también sede de empresas de industria ligera.

## Demografía
| Gráfica de evolución de Klosterneuburg entre 1869 y 2019 |
|                                                          |
| Fuente: Statistik Austria                                |